# Lijst van fabrikanten van fietsartikelen

## Fietsfabrikanten
- Antec
- Azor
- Batavus
- Bianchi
- BMC
- B'Twin
- Brompton
- Bickerton
- Cannondale
- Canyon
- Cervélo
- Colnago
- Concorde
- Cortina

## Fabrikanten van fietsonderdelen
Dit is een lijst van fabrikanten van fietsartikelen met een artikel op de Nederlandstalige Wikipedia. Dat is in de breedste zin van het woord. Het kan gaan om fietsframes, verlichting, wielen, banden, aandrijfsystemen, fietskettingen, bidons en bidonhouders, zadels, fietscomputers, voorvorken, wielerkleding etc.
- Accell Group
- AGU
- Camelbak
- Campagnolo
- Continental
- Crankbrothers
- Cube bikes
- De Rosa
- Duell
- Eddy Merckx
- Fongers
- Gazelle
- Germaan
- Giant
- Gitane
- Hero Cycles
- Intersens
- Jan Janssen
- Koga
- KTM
- Kuota
- Lapierre
- LOOK
- Merida
- Michelin
- Miyata
- Norta
- Orbea
- Oxford
- Peugeot
- Phoenix
- Pinarello
- Pirelli
- Presto
- Ridley
- RIH
- Sensa
- Schwinn
- Scott Sports
- Shimano
- Sparta
- Specialized
- SRAM
- Stella
- Target
- Time
- Thompson
- Trek
- Union
- Veeno
- VanMoof
- Vittorio
- Vredestein
- Wilier Triestina